# 대송초등학교
대송초등학교는 대한민국 경상북도 포항시 남구 대송면 제내리에 있는 공립 초등학교다.

## 학교 연혁
- 1932년 9월 17일 영일군 대송공립보통학교(4년제 2학급) 개교(장흥동 187)
- 1953년 6월 23일 남성국민학교 분리 독립
- 1969년 1월 10일 POSCO 및 포항공업단지 조성으로 제내동 417번지로 이전
- 1981년 3월 2일 병설유치원 개원
- 1987년 10월 2일 포항공업단지 확장으로 제내동 974번지로 이전
- 1994년 3월 15일 급식소(농촌형) 개소
- 1996년 3월 1일 대송초등학교로 개칭
- 2014년 3월 1일 제28대 이승갑 교장 부임
- 2017년 2월 15일 제82회 5명 졸업(총 졸업생7114명)
- 2017년 3월 2일 초등 7학급(일반6, 특수1), 병설 유치원 1학급 편성